# Bathophilus kingi
Bathophilus kingi är en fiskart som beskrevs av Euphemia Cowan Barnett och Gibbs, 1968. Bathophilus kingi ingår i släktet Bathophilus och familjen Stomiidae. Inga underarter finns listade.